# Middletown (Wirginia)
Middletown – miasto w Stanach Zjednoczonych, w stanie Wirginia, w hrabstwie Frederick.